# Andriej Kożewnikow
Andriej Gierasimowicz Kożewnikow (ros. Андрей Герасимович Кожевников, ur. 1901 we wsi Skorodnoje w guberni tulskiej, zm. 6 lipca 1975 w Jarosławiu) – radziecki funkcjonariusz organów bezpieczeństwa, pułkownik, szef Zarządu NKWD Żydowskiego Obwodu Autonomicznego (1941–1942), szef Zarządu NKWD obwodu kamczackiego (1942-1943).

## Życiorys
Od 1919 w RKP(b), od grudnia 1919 do lutego 1920 instruktor oddziału żywnościowego (rekwirującego żywność) w guberni tulskiej, od marca 1920 do października 1926 w Armii Czerwonej, od marca do maja 1921 słuchacz kursów wojskowo-technicznych Armii Czerwonej w Moskwie. Od października 1926 do maja 1929 pomocnik pełnomocnika i pełnomocnik jarosławskiego gubernialnego oddziału GPU, od maja 1929 do września 1930 pełnomocnik okręgowego oddziału GPU w Jarosławiu, od września 1930 do kwietnia 1932 pełnomocnik miejskiego oddziału GPU w Jarosławiu, od kwietnia do grudnia 1932 pełnomocnik operacyjny Oddziału I Wydziału Tajno-Politycznego Pełnomocnego Przedstawicielstwa OGPU przy Radzie Komisarzy Ludowych ZSRR na iwanowski obwód przemysłowy. Od grudnia 1932 do września 1933 szef rejonowego oddziału GPU w Czuchłomie, od września 1933 do maja 1934 szef rejonowego oddziału GPU w Rostowie, od maja 1934 do grudnia 1935 szef oddziału Wydziału Tajno-Politycznego GPU/NKWD Dalstroju, od grudnia 1935 do czerwca 1936 szef oddziału Wydziału Tajno-Politycznego Zarządu NKWD obwodu zejskiego. Od czerwca 1936 do grudnia 1937 szef Oddziału II Wydziału Tajno-Politycznego Zarządu NKWD Kraju Dalekowschodniego, od 27 czerwca 1936 porucznik bezpieczeństwa państwowego, od grudnia 1937 do października 1938 szef Miejskiego Oddziału NKWD w Komsomolsku nad Amurem, od października 1938 do lutego 1939 szef Miejskiego Oddziału NKWD w Swobodnym, od lutego do sierpnia 1939 szef Wydziału II Zarządu Bezpieczeństwa Państwowego (UGB) Zarządu NKWD obwodu amurskiego, od sierpnia 1939 do października 1941 zastępca szefa Zarządu NKWD obwodu amurskiego, od 11 października 1939 starszy porucznik bezpieczeństwa państwowego. Od 25 października 1941 do 12 czerwca 1942 szef Zarządu NKWD Żydowskiego Obwodu Autonomicznego, 4 stycznia 1942 awansowany na kapitana bezpieczeństwa państwowego, od 12 czerwca 1942 do maja 1943 szef Zarządu NKWD obwodu kamczackiego, 11 lutego 1943 mianowany podpułkownikiem bezpieczeństwa państwowego, od maja 1943 do 28 listopada 1946 szef Zarządu NKGB/MGB obwodu kamczackiego, od 19 lutego 1946 pułkownik. Od listopada 1946 do grudnia 1947 zastępca szefa Zarządu MGB obwodu uljanowskiego, od lutego do sierpnia 1948 zastępca ministra bezpieczeństwa państwowego Dagestańskiej ASRR, od sierpnia do listopada 1948 w rezerwie kadr MGB ZSRR, od 26 listopada 1948 do 26 stycznia 1950 zastępca szefa Sektora Operacyjnego MGB Saksonii, od lutego 1950 na emeryturze.

## Odznaczenia
- Order Lenina (12 maja 1945)
- Order Czerwonego Sztandaru (3 listopada 1944)
- Order Wojny Ojczyźnianej I klasy (1945)
- Order Czerwonej Gwiazdy (dwukrotnie - 28 sierpnia 1943 i 20 września 1943)